# Olle Svensson
Politikern med samma namn, se Olle Svensson (politiker)
Olof (Olle) Anselm Svensson, född 12 september 1904 i Hå, Bollnäs socken, Gävleborgs län, Gävleborgs län, död 4 september 1972 i Sunnansjö i Kopparbergs län, var en svensk författare och målare.
Han var son till skogsarbetaren Olof Georgius Svensson och Marta Westling och från 1947 gift med Berna Hjalmarsson. Svensson växte upp i Gustavsfors, Bollnäs södra finnskog. Han arbetade som skogsarbetare och timmerflottare 1916–1933 därefter studerade han på en folkhögskola. Han debuterade som författare med diktsamlingen Som mitt liv 1934 som följdes av diktsamlingen Spår och spillror 1937 därefter utgav han ett flertal diktsamlingar. Hans första roman publicerades 1946 och så gott som årligen följdes den av nya romaner och de delvis självbiografiska böckerna Han ville bli diktare 1947 och Dömd av de dömda 1952. Som konstnär var han autodidakt och började måla på 1950-talet mest som tidsfördriv. Hans konst består av landskapsskildringar i nära anknytning till den naturlyriska linjen i hans författarskap. Separat ställde han ut i Ludvika 1950 och tillsammans med Waldemar Bernhard och Margit Rahm ställde han ut i Hedemora och Avesta 1963, han medverkade i samlingsutställningen Västvärmländsk konst i Arvika 1965.  Han flyttade 1947 till Sunnansjö där han bodde fram till sin död. 

### Diktsamlingar
- 1934 – Som mitt liv
- 1937 – Spår och spillror
- 1943 – Primitiv drömkonst
- 1948 – Om hösten
- 1950 – Arcanum
- 1954 – Nedanför flod och fall
- 1957 – Den barmhärtige samariten
- 1961 – Skallgångshöst
- 1963 – Dikter i urval (samlingsvolym)
- 1967 – Sena sagor (författarens ursprungligen avsedda titel Kvarlåtenskap)
- 1974 – Kvarlåtenskap
- 1991 – Att vandra mot morgon. Valda dikter 1934–1974
- 2008 – En poets bilder (med dikter och bilder av Olle Svenssons tavlor, utgiven av Grangärdebygdens kulturförening.)

### Romaner och essäsamlingar
- 1946 – Hon som ville bli fri (författarens ursprungligen avsedda titel Den ofullständiga)
- 1947 – Han ville bli diktare (författarens ursprungligen avsedda titel Det som aldrig hände)
- 1948 – Malvi och jag (författarens ursprungligen avsedda titel Sommar av nåd)
- 1949 – Ond vandring
- 1949 – Att missbruka livet
- 1950 – De sju järnringarna
- 1951 – Färjläge
- 1952 – Dömd av de dömda
- 1953 – Fjärran sommar
- 1955 – De blindas flykt
- 1959 – Resa under en vildapel
- 1965 – Förlorad verklighet
- 2008 – Betraktelser kring ett lyse i skogsranden

## Priser och utmärkelser
- 1950 – Boklotteriets stipendiat
- 1959 – Landsbygdens författarstipendium
- 1959 – Kungastipendiet
- 1960 – Stig Carlson-priset
- 1962 – Tidningen Vi:s litteraturpris
- 1964 – Dan Andersson-priset
- 1964 – Boklotteriets stipendiat
- 1966 – Dalarnas bildningsförbunds förtjänsttecken
- 1967 – Ferlinpriset
- 1970 – Olof Högbergplaketten i guld av Norrlandsförbundet
- 1972 – Stiernhielms bunke, Dalarnes författarförbunds pris till Stiernhielms minne[5]
- Okänt år – Gävleborgs läns landstings kulturpris
- Okänt år – Folket i Bilds lyrikklubbs stipendium

## Artister som har sjungit eller tonsatt Olle Svenssons dikter
Nils Birgersson, Pierre Ström, Gina van Dam, Fred Lane, Kurt Öberg, Jimmy Ginsby, Gunnar Ekman, Björn Hedén, Folke E. Larsson, Hans Collin, Björn Bang, Greta Hammar, Gunnar Norlin, folkgruppen Ovarsle, Billey Shamrock, Per-Erik Styf.